# Узус

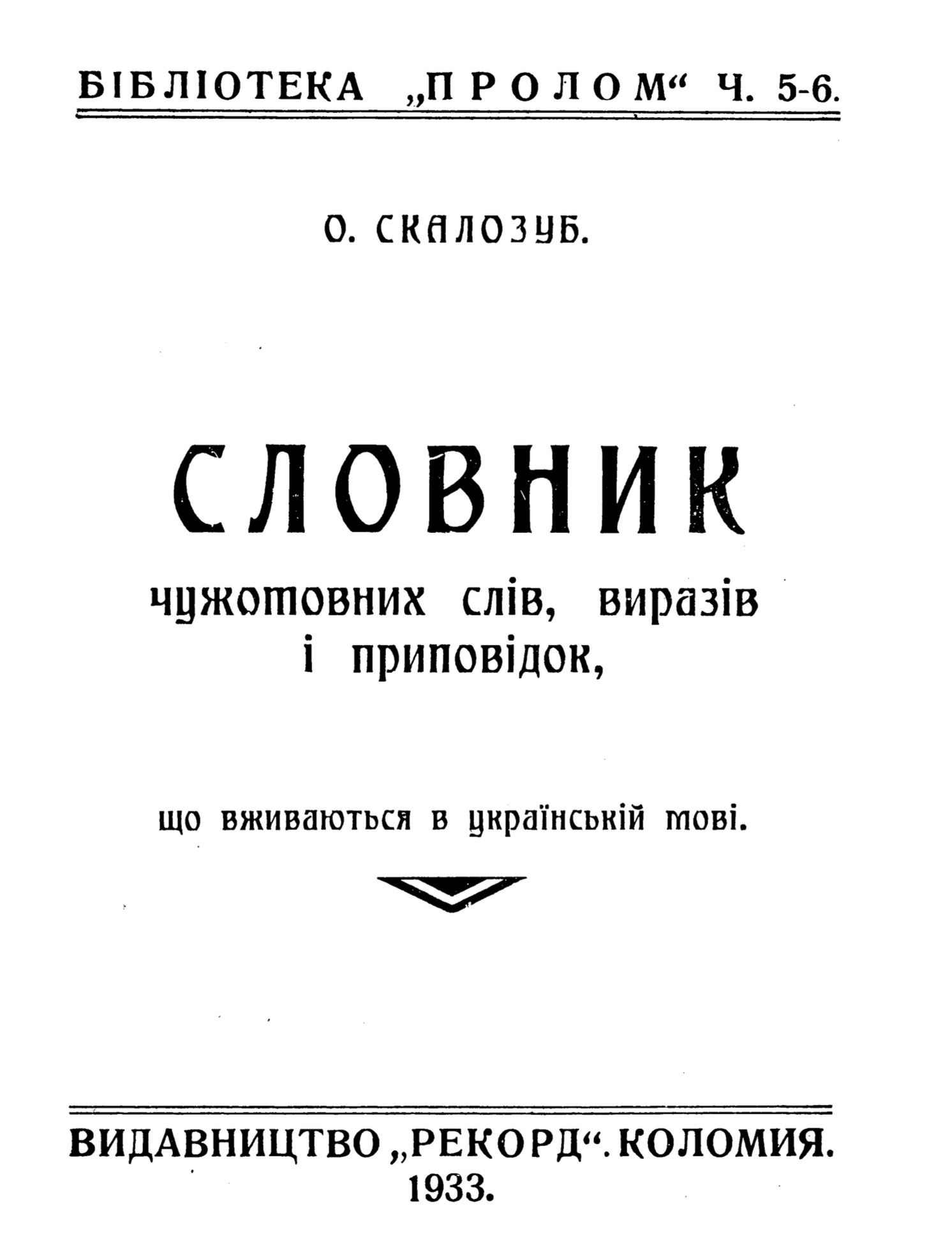
Словник чужомовних слів, виразів і приповідок

У́зус (від лат. usus — користування, вживання, звичай) — в мовознавстві, прийняте в певному суспільстві вживання мовних засобів — слів, фразеологізмів тощо. Узус протиставляється оказіональному, тимчасовому чи індивідуальному використанню. Наприклад, неологізм не є узуальною одиницею мови. Узус реалізується в акті мовлення, позаяк акт мовлення здійснюється відповідно до узусу.
Поняття узусу тісно пов'язане з поняттями мовної норми та мовної системи. Норма — це певна абстракція, узагальнення та кодифікація правил, тобто це формалізований та унормований узус. В деяких випадках норма й узус можуть протиставлятися. Наприклад, у випадку коли живі форми узусу ще не відображені у нормативних правилах.
Звичайне узуальне вживання одиниць мови фіксується словниками — тлумачними, фразеологічними, орфографічними, орфоепічними тощо.

## Історія
За словами Джеремі Баттерфілда, "Першою людиною, про яку ми знаємо, хто зробив посилання на мову, був Даніель Дефо, наприкінці сімнадцятого століття". Дефо запропонував створити мовне товариство з 36 осіб, які б встановили мовні правила для приблизно шести мільйонів носіїв англійської мови.
Латинський еквівалент usus був ключовим терміном у дослідженнях данських лінгвістів Отто Єсперсена та Луї Єльмслева. Вони використовували цей термін для позначення вживання, яке має широке або значне визнання серед носіїв мови, незалежно від його відповідності санкціонованим стандартним мовним нормам.